# Chromatographie d'adsorption

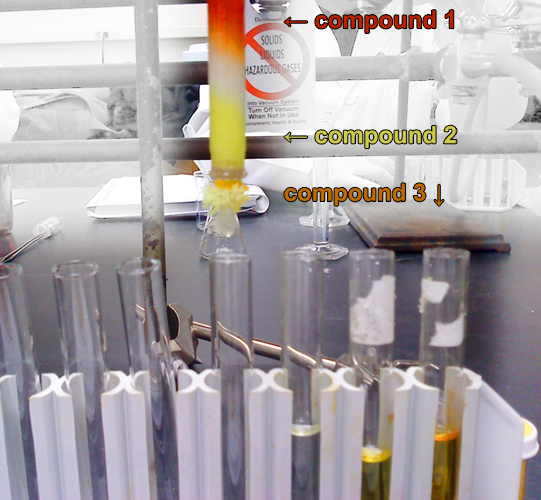
Un mélange traversant une colonne chromatographique par voie sèche. On peut observer trois séparations du mélange avec une différence de couleur.

La chromatographie d'adsorption est une technique de chromatographie qui permet de séparer les constituants d’un mélange par entraînement d'analytes au moyen d’une phase mobile qui peut être liquide ou gazeuse le long d’une phase stationnaire fixe, c'est-à-dire un solide ou un liquide fixé sur un support. Plus les analytes ont une forte affinité avec la phase mobile, plus il y aura d'entraînement. L'absorption fait appel à des liaisons de faible énergie (liaisons hydrogène, Van-der-Waals, liaisons secondaires). L'absorbant le plus utilisé est le gel de silice.

## Principe
La chromatographie d'absorption est une chromatographie avec une phase stationnaire solide avec des propriétés absorbantes et une phase mobile liquide (mélange de solvants possible). La séparation repose sur la répartition des solutés selon la force d'élution de la phase mobile et la force d'absorption de la phase stationnaire. L'équilibre qui en résulte provoque une migration différentielle des solutés de composant l'échantillon à analyser.

## Polarité des solutés
La rétention des solutés sur la phase stationnaire dépend des polarités des solutés, de la phase stationnaire et de la phase mobile.
Soluté apolaire : soluté qui n'a aucune charge positive ou négative (exemple de l'hexane H3C-CH2-CH2-CH2-CH2-CH3).
Soluté polaire : soluté chargé. Les molécules polaires s'attirent les uns les autres en présentant à leur voisine leurs pôles électriquement opposés.
Exemples :
L'eau est le solvant le plus polaire : l'atome d'oxygène attire à lui l'électron de chacun des deux atomes d'hydrogène qui lui sont liés.
Le 2-propoxyéthanol (molécule moyennement polaire) :
H3C-CH2-CH2-O-CH2-CH2-OH. La chaîne carbonée à gauche de l'atome d'oxygène est apolaire, l'atome d'oxygène forme un pont polaire et la fonction alcool (OH) est polaire.

## Phases stationnaires ou PS (adsorbants)

### Propriétés communes
- Insoluble dans la phase mobile.
- Inerte chimiquement vis-à-vis des solutés et de la phase mobile.
- Grande surface d'échange pour favoriser la séparation de solutés qui migrent presque à la même vitesse.
- Pouvoir adsorbant important.

### Nature des adsorbants
- Adsorbants minéraux (polaires): silice (SiO2), alumine (Al2O3, nH2O), carbonate de calcium (CaCO3), carbonate de magnésium (MgCO3), oxyde de magnésium (MgO)…
- Adsorbants organiques (peu polaires) : cellulose, amidon (et autres oses), Kieselguhr (tests (carapace) de diatomées broyés)…

## Nature de la phase mobile ou PM (Élution)

### Propriétés communes
- Insoluble dans la phase stationnaire.
- Inerte chimiquement vis-à-vis des solutés et de la phase stationnaire.
- Pouvoir d'absorption important.

### Classification des éluants
Les éluants sont classés selon leur polarité dans l'ordre croissant (= série éluotropique).
Exemple : cyclohexane → benzène → propanol → eau.

## Interactions entre phase mobile, stationnaire et les solutés
Puisque la chromatographie d'absorption dépend des interactions avec la polarité des phases et des solutés, il est important de trouver des produits avec un compromis entre les trois sources d'interactions.
Exemple de produits pour une CCM (Chromatographie sur couche mince) :
- PS : gel de silice ;
- PM : cyclohexane + dichlorométane ;
- solutés (du plus au moins retenu) : alcool benzylique, acétophénone, benzophénone, benzaldéhyde, benzoate d'éthyle, acide benzoïque.

## Applications
- CCM : gel adsorbant (cellulose, silice) coulé sur une plaque (verre, aluminium, plastique) mélangé à un liant (« plâtre »).

Il y a différents révélateurs (afin de voir la hauteur de migration des substances sur la plaque) pour la CCM :
- - bleu de molybdène (zinzidane) : taches bleues sur les phospholipides,
  - ninhydrine : taches violettes sur les amines et acides aminés,
  - rhodamine : taches fluorescentes sur les lipides ;
- chromatographie sur colonne : utilisation d'un gel adsorbant sur une colonne ouverte ou fermée en chromatographie en phase gazeuse ou Chromatographie en phase liquide à haute performance.